# Q-Maler
Der Q-Maler war ein attisch-rotfiguriger Vasenmaler, der um 400 v. Chr. zusammen mit dem Diomedes-Maler in der Werkstatt des Jenaer Malers wirkte.
Vom Q-Maler, der hauptsächlich Schalenskyphoi bemalte, sind über 70 Vasen bzw. fragmentierte Gefäße erhalten. Seine Zeichnungen sind weniger sorgfältig und lebendig ausgeführt als die des Jenaer Malers. Bildmotive entstammen meist aus dem Themenkreis des Dionysos.

## Werke (Auswahl)
- Reading, Ure Museum 23.4.1
- Wien, Kunsthistorisches Museum IV 96